# Melicope grisea
Melicope grisea är en vinruteväxtart som först beskrevs av Jules Émile Planchon, och fick sitt nu gällande namn av Thomas Gordon Hartley. Melicope grisea ingår i släktet Melicope och familjen vinruteväxter. Utöver nominatformen finns också underarten M. g. crassifolia.